# Justicia eranthemanthus
Justicia eranthemanthus är en akantusväxtart som först beskrevs av Carlos Toledo Rizzini, och fick sitt nu gällande namn av Profice. Justicia eranthemanthus ingår i släktet Justicia och familjen akantusväxter. Inga underarter finns listade i Catalogue of Life.